# Бадово-Данькі
Бадово-Данькі (пол. Badowo-Dańki) — село в Польщі, у гміні Мщонув Жирардовського повіту Мазовецького воєводства.
Населення — 227 осіб (2011).
У 1975-1998 роках село належало до Скерневицького воєводства.

## Демографія
Демографічна структура станом на 31 березня 2011 року:
|          | Загалом | Допрацездатний вік | Працездатний вік | Постпрацездатний вік |
| -------- | ------- | ------------------ | ---------------- | -------------------- |
| Чоловіки | 113     | 16                 | 90               | 7                    |
| Жінки    | 114     | 27                 | 73               | 14                   |
| Разом    | 227     | 43                 | 163              | 21                   |